# Albert Hammond, Jr.
Albert Louis Hammond, Jr. (født 9. april 1980) er en amerikansk musiker og medlem af garage rock band The Strokes, hvor han primært spiller rytmeguitar og af og til leadguitar. Han er søn af Albert Hammond, som også er musiker og guitarist.

## Discografi

### Studio albums
| Yours to Keep                                             | - Udgivelsesdato: 6. oktober 2006 - Pladeselskab: Rough Trade Records - Format: CD, digital download  | 117 | 2 | 11 | 186 | 48 | 74  |
| ¿Cómo Te Llama?                                           | - Udgivelsesdato: 7. juli 2008 - Pladeselskab: Rough Trade Records - Format: CD, LP, digital download | 145 | 5 | 20 | 168 | —  | 183 |
| Momentary Masters                                         | - Udgivelsesdato: 31. juli 2015 - Pladeselskab: Vagrant Records - Format:                             | —   | — | —  | —   | —  | —   |
| "—" viser udgivelser som ikke opnåede hitlisteplaceringer | |     |   |    |     |    |     |

### EP
| Titel | Detaljer                                                                                      |
| ----- | --------------------------------------------------------------------------------------------- |
| AHJ   | - Pladeselskab: Cult Records - Udgivelsesdato: 8. oktober 2013 - Format: LP, digital download |

### Single
| "Everyone Gets a Star"                                    | 2006 | —  | Yours to Keep   |
| "Back to the 101"                                         | 2006 | 76 | Yours to Keep   |
| "In Transit"                                              | 2007 | —  | Yours to Keep   |
| "GfC"                                                     | 2008 | —  | ¿Cómo Te Llama? |
| "St. Justice"                                             | 2013 | —  | AHJ             |
| "Carnal Cruise"                                           | 2013 | —  | AHJ             |
| "Strange Tidings"                                         | 2014 | —  | AHJ             |
| "—" viser udgivelser som ikke opnåede hitlisteplaceringer |      |    |                 |